# Динофитови водорасли
Динофитовите водорасли, още динофлагелати (Dinoflagellata), са група едноклетъчни еукариоти. Те са считани за водорасли, но са предимно морски планктон, често срещан и в сладки води. Популацията е разпределена в зависимост от температурата на морската повърхност, солеността и дълбочината. За много динофлагелати се знае, че са фотосинтетични, но голяма част от тях всъщност са миксотрофни, съчетавайки фотосинтезата с поглъщането на храна (фагоцитоза и мизоцитоза).
Бързото натрупване на определени динофлагелати може да доведе до видимо оцветяване на водата. Мидите обитаващи такива води могат да се замърсят и впоследствие да причинят отравяне ако се консумират.
Някои динофлагелати също проявяват биолуминесценция – по този начин, някои части на Индийския океан светят през нощта в синьо-зелено.

## Разпространение и местообитание
Динофитовите водорасли са разпространени във всички водни среди – солена (около 90% от видовете) и сладка вода, включително в сняг или лед. Срещат се масово във всички океани, особено в тропическите райони, а през лятото и в умерените.

## Класификация
Понастоящем са описани около 1555 вида свободно живеещи морски динофлагелати. Друго проучване дава информация, че те наброяват около 2000 живи вида, от които над 1700 са морски, а около 220 са сладководни. Според последните проучвания се предполага, че динофлагелатите наброяват общо 2294 живи вида, които включват морски, сладководни и паразитни представители.
Тип Динофлагелати (Dinoflagellata)
- Надклас Dinokaryota Fensome et al., 1993
  - Клас Dinophyceae Pascher, 1914 (Noctiluciphyceae, Noctilucea)
  - Клас Peridinea Ehrenberg, 1830
- Надклас Syndina Cavalier-Smith, 1993
  - Клас Syndiniophyceae A.R. Loebl., (1976) (Syndinea)